# A hónap férfija címet elnyerő aktmodellek listája (Playgirl)

## 1973
- 06 Lyle Waggoner     (1935) – filmszínész
- 07 George Maharis    (1928) – színész, énekes, festő
- 08 Gary Conway (1936) – színész
- 09 Fabian Forte (1943) – színész, tinédzserbálvány
- 10 Fred Williamson (1938) – amerikaifutball-játékos, színész
- 11 Don Stroud (1943) – színész, legendás szörföző
- 12 Jean-Paul Vignon

## 1974
- 01 John Ericson (1926) – színész, tv-s személyiség
- 02 Barry Hostetler
- 03 Bill Douglas
- 04 Peter Lupus (1932) – testépítő, színész
- 05 Garrison Wayne
- 06 Christopher George (1929) – színész
- 07 Lou Zivkovich – kanadai labdarúgó
- 08 Gregg & Ron Rogers
- 09 Jim Brown (1936) – afroamerikai sportoló
- 10 Paul Keith
- 11 Phil Avalon (Phillip)
- 12 Woody Parker

## 1975
- 01 Bob Prince (1916–1985) – médiaszemélyiség, sportközvetítések vezetője
- 02 John Corvello
- 03 Al Cavuoto
- 04 John Gibson
- 05 Biff Manard
- 06 Andrew Cooper III (1952) – színész
- 07 Bart Turner
- 08 Al Hornsby
- 09 Jaime Moreno
- 10 Jimmy Hakim
- 11 Jim Glasgow
- 12 Jeramiah Shastid

## 1976
- 01 Jim Cavaretta
- 02 Gary Earle
- 03 Marc Rodriguez
- 04 Dennis Ward
- 05 Rock Pamplin
- 06 Greg Hamilton
- 07 Ron Yarbrough
- 08 Greg Anderson
- 09 Jim Lampier
- 10 David White
- 11 Beau Lawrence
- 12 Ben Gallagher

## 1977
- 01 Tom Gagen
- 02 Richard Lee Baney
- 03 Greg Cuskelly
- 04 Geoffrey Kane
- 05 Steven Landen
- 06 Tyler Horn
- 07 Randy Laine
- 08 Dan Delaney
- 09 John Alexander
- 10 Richard Burke Davis
- 11 Paul Vonderlin
- 12 Marc Gartman

## 1978
- 01 Dennis Durrell
- 02 Scott Dutton
- 03 C. W. Mundy
- 04 Brian Dawson
- 05 Norbert Blecha
- 06 Stephen D'Auria
- 07 Michael Montelbano
- 08 Jeremy Alves
- 09 Stephen Taylor
- 10 Lenny Thompson
- 11 Howie Gordon
- 12 Vaya

## 1979
- 01 Jesse Cutler
- 02 David Grant, azaz Clay Russell
- 03 Bill Davidson
- 04 Bob Blount
- 05 John Pelico, Jr
- 06 Ken DeRose
- 07 Erik Hooper
- 08 Edward Tombridge-Wells
- 09 Brett Austin
- 10 Peter Speach
- 11 Greg Scott
- 12 Grahame White

## 1980
- 01 Geoff Minger
- 02 Scott Daley
- 03 Jerry Pedersoli
- 04 Burl Chester
- 05 Anthony Vacca
- 06 Bill McAnally
- 07 Steve Kolega
- 08 Randy West
- 09 Gene Carrier
- 10 Stephen Drisdale
- 11 Mark Taylor
- 12 Terry Michael O'Neal

## 1981
- 01 Jim Waldrop, azaz J. W. King
- 02 Rob Monroe
- 03 Jean-Robert LeCocq
- 04 Rick Hynes
- 05 Joseph Spondike
- 06 Jan Hilarius
- 07 Antonio Contrelle
- 08 Bryan Haines
- 09 Geoff Helrich
- 10 Tim Wenzel
- 11 Ron Olund
- 12 Jim Davis

## 1982
- 01 Antonio Contrelle
- 02 Ian Cochrane
- 03 Demian Wolf
- 04 Derek Tebo
- 05 Mark Allan
- 06 Jeff Wintemute
- 07Scott Narhi
- 08 Jimmy Wilson
- 09 David Bates
- 10 David Peters
- 11 Bill Tunberg
- 12 Ronnie Ortiz

## 1983
- 01 Jeff Wintemute
- 02 Frank Smith
- 03 Brandon Court
- 04 Daniel Egger
- 05 Kevin Haslam
- 06 David Van Brunt
- 07 John Johnson
- 08 Mike O'Grady
- 09 Joe & John Benson
- 10 Dennis Ogden
- 11 Kory Wolf
- 12 Joe Ingram

## 1984
- 01 Kory Wolf
- 02 Max Werner
- 03 Ted Prior
- 04 Richard Alan
- 05 Joe Davis
- 06 Richard Armani
- 07 Jeff Southmayd
- 08 Stephen Scott
- 09 Steve Rally
- 10 Scott Simon
- 11 Jeffrey Erickson
- 12 Christian D'Anboise

## 1985
- 01 Steve Rally
- 02 Rob Schad
- 03 Drew Hunter
- 04 Mark Monty
- 05 Pat Larkin
- 06 Brian Buzzini
- 07 Bobby Sands
- 08 Mike Lee
- 09 Michael Mitrano
- 10 John Robert Falk
- 11 Mario Tornabene
- 12 Rhett Routley

## 1986
- 01 Brian Buzzini
- 02 Thom Tadlock
- 03 Phil Barone
- 04 Dann Kaslow
- 05 Scott Peterson
- 06 Daniel Cook
- 07 J. Kelly Coffee
- 08 Matt Clark
- 09 Larry Young
- 10 Geoff Thompson
- 11 Raphael Oriano
- 12 Fabrizio Settimio

## 1987
- 01 Phil Barone
- 02 Terrence Dineen
- 03 Gene Garlock
- 04 Jeff O'Haco
- 05 William Wood
- 06 Joe Colby
- 07 Eric Bowman
- 08 Jeff Ryan
- 09 Byron Michaels
- 10 Rod Jackson
- 11 John Paul
- 12 Frank Savino

## 1988
- 01 Lee Brian Reba
- 02 Ken Alan
- 03 Brian Andrews
- 04 Robert Bijan
- 05 Chad Austin
- 06 Conroy Nelson
- 07 Eric Howard
- 08 David Salas
- 09 Michael Shane
- 10 Tony Tracy
- 11 Doug Chapman
- 12 Robert Walper

## 1989
- 01 Michael Bannon
- 02 Marc Anthony Donais, azaz Ryan Idol
- 03 Bruce Schutt
- 04 Paolo Pecota
- 05 Jeff Thompson, azaz Michael White
- 06 Scott Lockwood
- 07 Benny Graham
- 08 Eric Thompson
- 09 Tom Burgess
- 10 Jason Wallenberg
- 11 Martin Jade
- 12 Bud Ralph

## 1990
- 01 Kraig Anthony
- 02 Marc Hampton
- 03 Glenn Brooks
- 04 Thomas James
- 05 Leo Marentette
- 06 Robert Baker
- 07 Robert Keich
- 08 Kevin Cline
- 09 Michael Webber
- 10 Bruce Peters
- 11 Marcel Gabriel
- 12 Rocco Tano
- 13 Dirk Shafer

## 1991
- 01 Thom Collins
- 02 Rafael Sant 'Angelo
- 03 Damian Achilles
- 04 Peter Romero
- 05 Aaron Leif
- 06 Keith Rivera
- 07 Matt White
- 08 Shaheed
- 09 Axel Wolfe
- 10 Joe Almeida
- 11 Glenn Brown
- 12 Danny Celaya
- 13 Jon Carlos Londono

## 1992
- 01 Nick Stryker
- 02 Charles Edmond
- 03 Robert Johnston
- 04 Kris Kayman
- 05 John Simmonds
- 06 James Arthur Parker
- 07 Tom Burgess
- 08 Don Nightingale
- 09 Jim Bartling
- 10 Joseph J. Pallister
- 11 Derrick DeShá
- 12 Michael Zirpoli
- 13 Tom Marinelli

## 1993
- 01 Michael Maguire
- 02 Kent Massich
- 03 Danny Budak
- 04 Terrence Dineen
- 05 Edwin Serrano
- 06 Steven Reinhardt
- 07 Doug Koziak
- 08 Drew Ricciardi
- 09 Angelo Berrios
- 10 Antonio Valentino
- 11 Bernie Kellish
- 12 Michael Shayne

## 1994
- 01 Richard Lima
- 02 Matt Mullen
- 03 Greg Lane
- 04 Jamie Bales
- 05 Chris Carmen
- 06 Mark Kleckner
- 07 Shane Minor
- 08 Rob Shanahan
- 09 Stephen Kellar
- 10 Derrick DeShá
- 11 John Holliday
- 12 Darren Fox

## 1995
- 01 Gregg "Jax" Steele
- 02 Vince Marino
- 03 Michael George
- 04 Alan Edwards
- 05 Eddie Mallia
- 06 Maurice Lawrence
- 07 Jimmy Rogers
- 08 Peter Steele
- 09 Steven Olliver
- 10 Marcello Morgili
- 11 Lee McKinney, azaz Derek Cameron
- 12 Keith Munyon

## 1996
- 01 Martin Squires
- 02 Zoltan
- 03 E.J. Curse
- 04 Robert Forcelli
- 05 John Morano
- 06 Rick Gager
- 07 Joe Wolfe
- 08 James Hunter
- 09 Jonathon Prandi
- 10 Ronaldo Sanchez
- 11 Cameron Warfield
- 12 Derek DeLuis
- 13 Shawn Michaels, azaz Michael Hickenbottom

## 1997
- 01 Doug Hale
- 02 Orlando Navarette
- 03 Timothy Bullock
- 04 Claude Maguire
- 05 Scott Mattran
- 06 Andre Hebert
- 07 Joseph Graham
- 08 Gil London
- 09 Kurtis Hogan
- 10 Thom Bartholomew
- 11 Scott Layne
- 12 Carl Buffington

## 1998
- 01 Frank Sepe
- 02/03 Chris & Ryan Zaffino
- 04 Rob Ashton
- 05 Angel Ortiz
- 06 Reid Hutchins
- 07 Robert Monzi
- 08 Gavin Hunter
- 09 Byron Lorentz
- 10 Steven Kay
- 11 Tim Carlton
- 12 Marco Washington

## 1999
- 01 Michael Bonavita
- 02 Oliver Kaposi
- 03 Endre Csernek
- 04 Eddie Leone
- 05 Robert Anthony
- 06 Bill Kitchener
- 07 Ray Clark
- 08 Shannon Fuller
- 09 Mike Sodini
- 10 Tibor Toth
- 11 Bill Bixton
- 12 Sean McNeill

## 2000
- 01 Randy Savino
- 02 Julian Rios
- 03 Dave Dawson
- 04 Jonathan Simms
- 05 Christian Mosello
- 06 Michael Morrow
- 07 Jean-Michel Villette
- 08 Jim Brasco
- 09 Darnell Jones
- 10 Chris Allen
- 11 Alex Bento
- 12 Marc Reina

## 2001
- 01 Anthony Catanzaro
- 02 Steve Sipple
- 03 Guy Winks
- 04 Daniel Hess
- 05 Ryan Thompson
- 06 Matt Kenney
- 07 Jason Daugherty
- 08 Henrique Castro
- 09 Talvin DeMachio
- 10 Brian Bianchini
- 11 Shamon Minor
- 12 David Figueroa

## 2002
- 01 Todd Hunt
- 02 Damian Idoeta
- 03 Hernan Gonzalez
- 04 Jamie Gabel
- 05 Rodrigo Tejera
- 06 Eduardo Saavedra
- 07 John Brice
- 08 Jimmie Cannon
- 09 Mark Maes
- 10 Shannon Fuller
- 11 Creole Walker
- 12 Chris Michaels

## 2003
- 01 Daniel Jacob
- 02 Endre Csernek
- 03 Nicholas Wilson
- 04 Lior Sahadya
- 05 Scott Markey
- 06 Scott Merritt
- 07 Robert Michael
- 08 John James
- 09 Vincent Lombardi
- 10 Brent Dupuis
- 11 Pete
- 12 Terrell Franklin

## 2004
- 01 Nate Christianson
- 02 Eric Zientek
- 03 Alex Larose
- 04 Will Jones
- 05 Michael John
- 06 Rick Dinihanian
- 07 Ronnie Graham
- 08 Fernando Macia
- 09 Charles Dera
- 10 Eric Gagnon
- 11 Pete Maneos
- 12 Dominic Vanier

## 2005
- 01 Nick Ortiz
- 02 Michael Meany
- 03 Gianni Caputi
- 04 Kevin Michaels, azaz Kevin Talley
- 05 Derrick Davenport
- 06 David Rich
- 07 Niko
- 08 Breck Orshal
- 09 Angelo Adams
- 10 Benjamin Bulk
- 11 James Buselli
- 12 Vic Ripper

## 2006
- 01 Adrian G Bernal
- 02 Sean James
- 03 Robert Metts
- 04 Hannes
- 05 Earren Magnum
- 06 Danny Lopes
- 07 David E. Lee
- 08 Julian Fantechi
- 09 Johnny Maui
- 10 Hunter
- 11 Sean Patrick
- 12 Conor Kilcoyne

## 2007
- 01 Chris Edgington
- 02 Ryan Mackie
- 04 Niko